# Nuovo Giornale Botanico Italiano
Nuovo Giornale Botanico Italiano (abreviado Nuovo Giorn. Bot. Ital.) fue una revista con ilustraciones y descripciones botánicas que fue editada en Florencia por la Società Botanica Italiana. Se publicó desde el año 1869 hasta 1961 con el nombre de Nuovo Giornale Botanico Italiano; e Bollettino della Societa Botanica Italiano. Fue precedido por el Giornale Botanico Italiano.

## Publicación
- Vols. 1-25, 1869-93;
- n.s. vols. 1-68, 1894-1961